# Six Flags Fiesta Texas
Six Flags Fiesta Texas (chiamato semplicemente Fiesta Texas fino al 1996) è un parco divertimenti statunitense situato a San Antonio, Texas. È stato inaugurato nel 1992 dalla Gaylord Entertainment Company e nel 1996 è stato acquistato dalla catena Six Flags, in conseguenza al passaggio di proprietario il nome è stato emendato. Nonostante la dimensione non grandissima (circa 200 acri, 0,81 km²) ospita al suo interno 42 attrazioni inclusi 8 roller coaster di grandi e medie dimensioni e ben 9 attrazioni di tipo acquatico.